# Bill Lubenow
William Cornelius Lubenow, znany jako Bill Lubenow (ur. 1939 w Chicago, USA) – amerykański pisarz i historyk, profesor na Stockton University (stan New Jersey).
Wśród wyróżnień Lubenowa są: członkostwo w Royal Historical Society i wizytacja w Wolfson College w Cambridge.